# Anna Skade Nielsen
Anna Skade Nielsen (født 23. april 1998) på Nordfyn er en dansk eliteskytte, der primært konkurrerer i 10 m luftriffelskydning. Hun repræsenterer Særslev Skytteforening.
Anna Skade Nielsen deltog på juniorniveau til og med sæsonen 2018. Hendes første internationale seniorstævne var Europamesterskabet i Osijek i Kroatien i perioden 18. – 22. marts 2019. Ved dette stævne gik Anna Skade Nielsen i finalen og blev nummer 5. En måned senere deltog Anna Skade Nielsen i sit første World Cup-stævne i Beijing, Kina i perioden 21. – 29. april 2019. Ved denne lejlighed gik Anna Skade Nielsen igen i finalen og sluttede på 7. pladsen. Dette var dog nok til at opnå en kvoteplads til Danmark ved sommer-OL 2020 i Tokyo, Japan.
Anna Skade Nielsen har skudt, siden hun i 5. klasse var med til at vinde en turnering i skoleskydning. Hun har bopæl i Søndersø.